# Triphyophyllum peltatum
Triphyophyllum peltatum (Hutch. & Dalziel) Airy Shaw, 1952 è una pianta angiosperma della famiglia Dioncophyllaceae, nativa delle foreste pluviali dell'Africa occidentale. È l'unica specie del genere Triphyophyllum.

## Descrizione
Questa specie mostra un ciclo biologico suddiviso in tre stadi, ognuno dei quali presenta una differente forma delle foglie, come suggerito dal nome generico. Inizialmente, le foglie sono semplici e lanceolate ed il suo aspetto è indefinibile. Crescendo, le foglie si allungano riempiendosi di ghiandole adesive che, similmente alla Drosophyllum, permettono la cattura di insetti. In questo secondo stadio la Triphyophyllum si comporta quindi come una pianta carnivora ed assimila le proteine animali per favorire il suo sviluppo poco prima della fioritura. Infine, la pianta raggiunge lo stadio adulto, dove assume la forma di pianta rampicante, con piccole foglie non-carnivore su un lungo duplice stelo.

## Distribuzione e habitat
La specie è presente in Guinea, Costa d'Avorio, Sierra Leone e Liberia.